# Hoàng Châu, Hoàng Cương
Hoàng Châu (giản thể: 黄州区; phồn thể: 黃州區; bính âm: Huángzhōu Qū) là một khu (quận) thuộc địa cấp thị Hoàng Cương, tỉnh Hồ Bắc, Trung Quốc.

### Nhai đạo
- Xích Bích (赤壁街道) 151.391 người, 17,2 km²
- Đông Hồ (东湖街道) 34.216 người, 33 km²
- Vũ Vương (禹王街道) 26.183 người, 49 km²
- Nam Hồ (南湖街道) 15.469 người, 17,7 km²

### Trấn
- Đổ Thành (堵城镇) 30.903 người,	67,9 km²
- Lộ Khẩu (路口镇) 26.154 người, 64 km²
- Trần Sách Lâu (陈策楼镇) 28.024 người,	36,3 km²

### Hương
- Đào Điếm (陶店乡)_ 24.758 người, 43 km²

### Khác
- Khu khai phát Hỏa Xa Trạm (火车站开发区) 5.025 người, 25,1 km²